# KinoKino – filmski program za djecu
KinoKino – filmski program za djecu, festival je dugometražnoga filma za djecu do 14 godina starosti u organizaciji Zagreb Film Festivala. Pokrenuo ga je Zagrebački filmski festival kao KinoKino - Međunarodni filmski festival za djecu a prvi festival održan je od 16. do 20. ožujka 2016. godine u zagrebačkome kinu Europa. 

## O festivalu
Festival ima natjecateljski program igranih dugometražnih filmova. ↓1 Filmovi su odabrani izravnim pozivom. O najboljim filmovima u tim programima do 2022. godine odlučivali su profesionalni žiri i dječji žiri a svi posjetitelji odlučivali su o dobitniku nagrade publike. Festival isto ima i dva popratna filmska programa: "Klasici s redateljima" i "Moj prvi odlazak u kino". Program "Klasici s redateljima" prikazuje najdraže filmove iz djetinjstva danas afirmiranih redatelja. Na prvome festivalu bili su to redatelji Vinko Brešan, Danilo Šerbedžija i Antonio Nuić. Program "Moj prvi odlazak u kino" namijenjen je djeci predškolske dobi. Od 2023. godine KinoKino postao je cjelogodišnji filmski program, te se tijekom godine na projekcijama Glavnog programa prikazuju filmovi a na kraju programa jedan film, po odluci dječjeg žirija, dobiva Nagradu za najbolji film.

## Nagrade do 2022.
Profesionalni žiri
- KinoKino nagrada za najbolji dugometražni film. Uz nagradu, redatelju najboljeg dugometražnog igranog filma uručivala se i novčana nagrada od 1000 eura.

Dječji žiri
- KinoKino nagrada za najbolji dugometražni film. Redatelju najboljeg dugometražnog igranog filma uručivala se nagrada.

Posebna priznanja
- Žiri je mogao dodijeliti i posebna priznanja u obje kategorije.[4]

Nagrada publike
- Nagradu publike donosila je publika ocjenjivanjem filmova putem glasačkih listića na projekcijama.[4]

### Nagrađeni

#### 2016.
Profesionalni žiri
- Najbolji dugometražni film: Duga, redatelj Nagesh Kukunoor, (Indija)
- Najbolji kratkometražni film: Pidžama party, redateljica Kate Dolan (Irska)
- Posebno priznanje: Rebecka Josephson, za ulogu u filmu Moja sestra mršavica, redateljica Sanna Lenken (Švedska)

Dječji žiri
- Najbolji dugometražni film: Mali gangster, redatelj Arne Toonen (Nizozemska)
- Najbolji kratkometražni film: Prije bombe, redateljica Tannaz Hazemi (SAD)

Nagrada publike
- Mali gangster, redatelj Arne Toonen (Nizozemska)

Izvor: monitor.hr

#### 2017.
Profesionalni žiri
- Najbolji dugometražni film: Dan kada je moj otac postao grm (Toen mijn vader een struik werd), redateljica Nicole van Kilsdonk (Nizozemska, Hrvatska, Belgija)
- Posebno priznanje: Fannyno putovanje (Le voyage de Fanny), redateljica Lola Doillon (Francuska, Belgija)

Dječji žiri
- Najbolji dugometražni film: Timm Thaler: dječak koji je prodao svoj osmijeh (Timm Thaler oder das verkaufte Lachen), redatelj Andreas Dresen (Njemačka)
- Posebno priznanje: Fannyno putovanje (Le voyage de Fanny), redateljica Lola Doillon (Francuska, Belgija)

Nagrada publike
- Moje grčko ljetovanje (Tsatsiki, farsan och olivkriget), redateljica Lisa James Larsson (Švedska)

#### 2018.
Profesionalni žiri
- Najbolji dugometražni film: Oči u oči (Auf Augenhöhe), redatelji Joachim Dollhopf i Evi Goldbrunner (Njemačka)
- Posebno priznanje: Brailleovo srce (Le Cœur en braille), redatelj Michel Boujenah (Francuska, Belgija)

Dječji žiri
- Najbolji dugometražni film: Brailleovo srce (Le Cœur en braille), redatelj Michel Boujenah (Francuska, Belgija)
- Posebno priznanje: Oskarova Amerika (Oskars Amerika), redatelj Torfinn Iversen (Norveška, Švedska)

Nagrada publike
- Oči u oči (Auf Augenhöhe), redatelji Joachim Dollhopf i Evi Goldbrunner (Njemačka)[6]

#### 2019.
Profesionalni žiri
- Najbolji dugometražni film: Supa Modo, redatelj Likarion Wainaina (Njemačka, Kenija)
- Posebno priznanje: Zlogonje, redatelj Raško Miljković (Srbija)

Dječji žiri
- Najbolji dugometražni film: Ja sam William (Jeg er William), redatelj Jonas Elmer (Danska)

Nagrada publike
- Moje neobično ljeto s Tess (Mijn bijzonder rare week met Tess), redatelj Steven Wouterlood (Nizozemska)

#### 2020.
Profesionalni žiri
- Najbolji dugometražni film: S kao sreća (H is for Happiness), redatelj John Sheedy (Australija)
- Posebno priznanje: Jackie i Oopjen (Jackie & Oopjen), redateljica Annemarie van de Mond (Nizozemska)

Dječji žiri
- Najbolji dugometražni film: Oskar i Lilli: gdje nas nitko ne poznaje (Ein bisschen bleiben wir noch), redatelj Arash T. Riahi (Austrija)

Nagrada publike
- Oskar i Lilli: gdje nas nitko ne poznaje (Ein bisschen bleiben wir noch), redatelj Arash T. Riahi (Austrija)

#### 2021.
Profesionalni žiri
- Najbolji dugometražni film: Sestre i njihove supermoći (Tottori! Sommeren vi var alene), redatelji Silje Salomonsen i Arild Østin Ommundsen (Norveška)

Dječji žiri
- Najbolji dugometražni film: Ulja Funk na zadatku (Mission Ulja Funk), redateljica Barbara Kronenberg (Njemačka, Luksemburg, Poljska)
- Posebno priznanje: Još samo malo (Ensilumi), redatelj Hamy Ramezan (Finska)

#### 2022.
Profesionalni žiri
- Najbolji dugometražni film: Ljeto kad sam naučila letjeti (Leto kada sam naučila da letim), redatelj Radivoje Andrić (Srbija, Hrvatska, Bugarska, Slovačka)

Dječji žiri
- Najbolji dugometražni film: Ljeto kad sam naučila letjeti (Leto kada sam naučila da letim), redatelj Radivoje Andrić (Srbija, Hrvatska, Bugarska, Slovačka)

Nagrada publike
- Kapa, redatelj Slobodan Maksimović (Slovenija, Luxembourg, Slovačka, Hrvatska)

## Nagrade od 2023.

### Pobjednici programa KinoKino

#### 2023.
- Valdova priča (Llenos de gracia), redatelj Roberto Bueso (Španjolska)